# Юрки (Ленінградська область)
Юрки (рос. Юрки) — присілок у Кінгісеппському районі Ленінградської області Російської Федерації.
Населення становить 4 особи. Належить до муніципального утворення Пустомержське сільське поселення.

## Історія
Згідно із законом від 28 жовтня 2004 року № 81-оз належить до муніципального утворення Пустомержське сільське поселення.

## Населення
| 1838 | 1862 | 1997 | 2007 | 2010 | 2017 |
| ---- | ---- | ---- | ---- | ---- | ---- |
| 86   | ↗91  | ↘7   | ↘6   | ↗10  | ↘4   |